# Adolf Röser

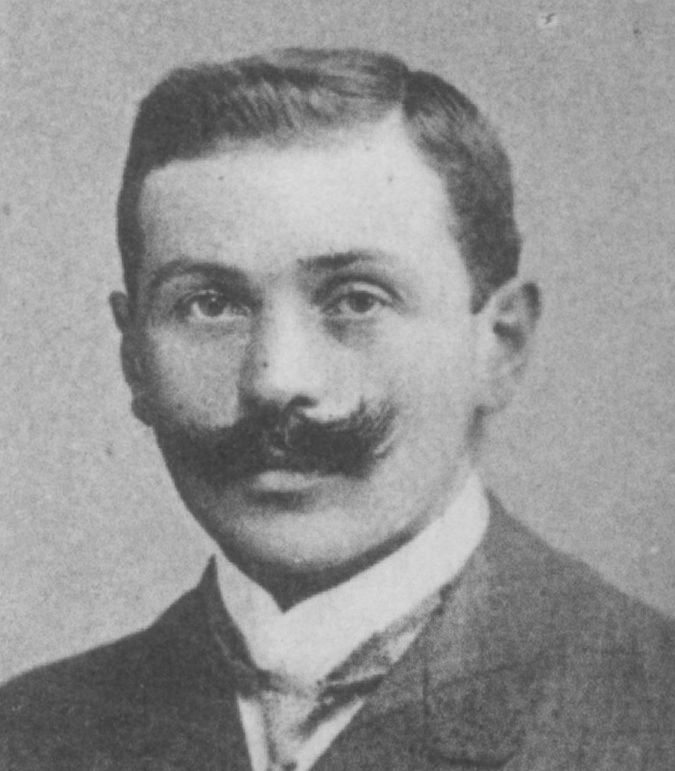
Adolf Röser als Reichstagsabgeordneter 1912

Adolf Röser (* 5. September 1874 in Kuppertsmühle; † 1950) war Holzhändler, Sägemühlenbesitzer und Mitglied des Deutschen Reichstags.

## Leben
Röser besuchte  die Volksschule in Waldhambach von 1880 bis 1889 und war von da ab im Geschäft der Eltern tätig. Er diente von 1894 bis 1896 im Kaiser Alexander-Garde-Grenadier-Regiment Nr. 1 in Berlin. Danach verwaltete er nach dem Tode seines Vaters im Jahr 1899 den väterlichen Besitz für die Familie bis zum Jahr 1904, als das Anwesen in seinen eigenen Besitz überging. Ferner war er Mitglied der Liberalen Landespartei für Elsaß-Lothringen und Schriftführer des Liberalen Vereins Eichelthal (Sitz Diemeringen).
Von 1912 bis 1918 war er Mitglied des Deutschen Reichstags für den Wahlkreis Reichsland Elsaß-Lothringen 11 (Zabern).
In dem Skandal und der innenpolitischen Krise um die Zabern-Affäre kam Röser eine zentrale Rolle bei der zweitägigen Reichstagsdebatte am 3./4. Dezember 1913 zu, die in ein historisches Misstrauensvotum des Parlaments gegen die kaiserliche Regierung des Reichskanzlers Theobald von Bethmann Hollweg mündete. Als Wahlkreisabgeordneter für Zabern wurde er von den Linksliberalen zum Wortführer einer Interpellation bestimmt und eröffnete für die Opposition den langen Angriff auf das Fehlverhalten des Militärs in Zabern mit den anklagenden Worten: „Wir stehen heute vor einem Trümmerfeld von Hoffnungen und Erwartungen für die friedliche Weiterentwicklung unsres Landes Elsaß-Lothringen.“